# Juan O'Donojú

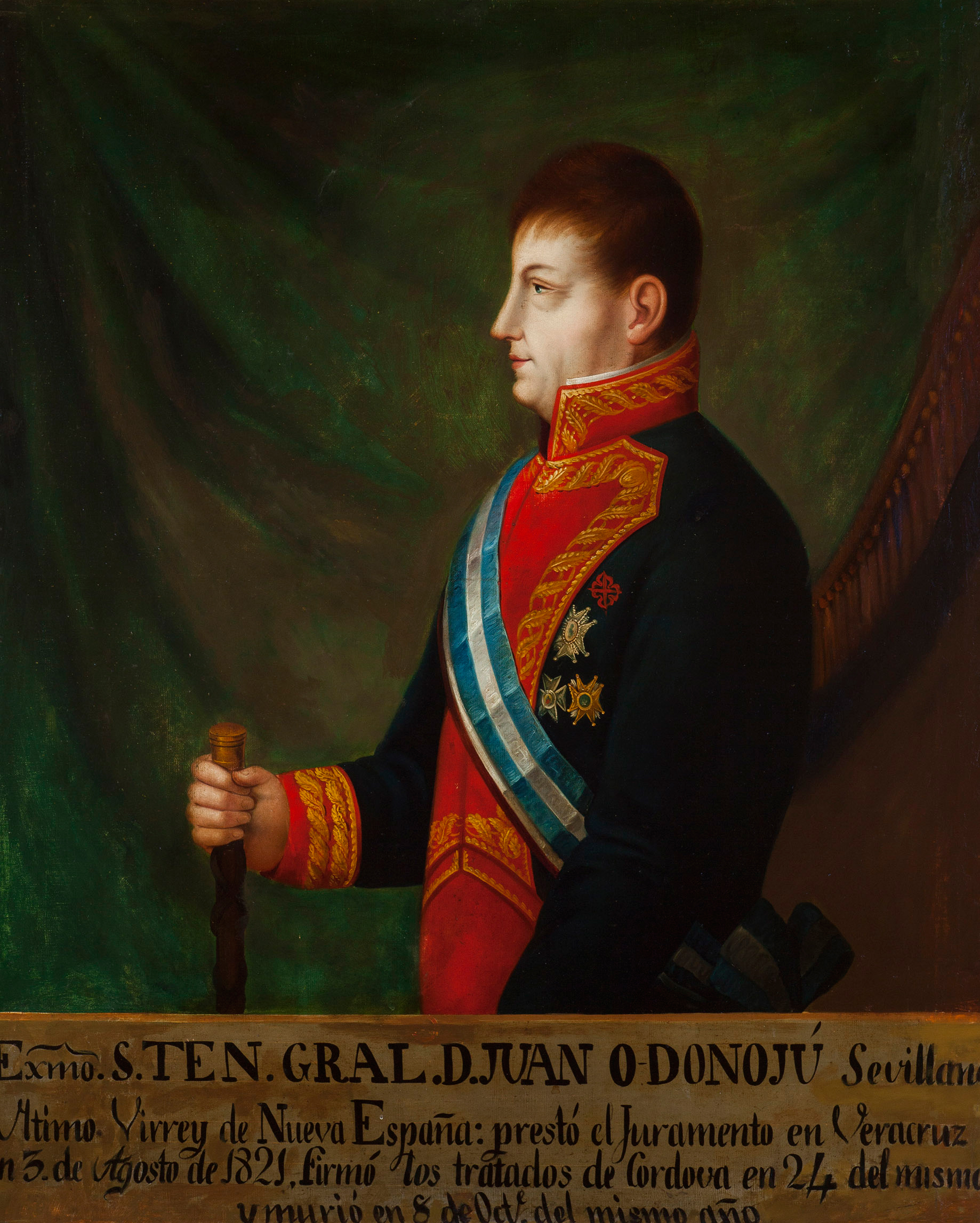
Juan O'Donojú

Juan O'Donojú y O'Ryan (Saragoça, 1762 - Cidade do México, 8 de outubro de 1821) foi um político e militar espanhol, 49º e último governante da Nova Espanha (embora não tenha efetivamente governado), atual México.

## Carreira na Espanha
De origem irlandesa, alistou-se muito jovem no exército espanhol que serviu com um bom histórico. Foi promovido por méritos em campanhas militares e chegou ao posto de tenente-general.
Lutou no Cerco de Saragoça (1808) como auxiliar da cavalaria e foi capturado pelas forças do general francês Joaquim Murat, sendo levado preso a Baiona, de onde fugiria em 1811. Nessa época se estabeleceria em Cádiz, Andaluzia.
Foi nomeado Ministro da Guerra pelas Cortes de Cádiz, graças ao seu desempenho nas Guerras Napoleônicas e com o regresso do rei Fernando VII, foi nomeado ajudante de campo.
Era liberal e amigo do rebelde Rafael de Riego quando em 1820 Fernando VII restabeleceu a Constituição Espanhola de 1812. Se ofereceu para assumir a Capitania-Geral de Andaluzia, posto em que demonstrou sua grande capacidade para o exercício de funções administrativas militares.
Juan O'Donojú se opôs a Fernando VII por conta do retorno da Constituição de 1812. Devido a isso, foi preso e torturado. Depois, como reparação, lhe foi outorgado o cargo de Chefe Superior Político de Nova Espanha. Conta-se que O'Donoju chegou enfermo ao México devido aos maus tratos no cárcere que lhe causaram a perda de todas as unhas do corpo.

## Nova Espanha
Em 1821 Juan O'Donojú foi nomeado Governador da Nova Espanha, no cargo de Chefe Superior Político e Capitão-Geral. O cargo de vice-rei tinha sido extinto com o restabelecimento da Constituição de Cádiz em março de 1820 que terminou os vice-reinados espanhóis e os substituiu por províncias governadas por chefes indicados pelo rei. Não obstante, O'Donojú recebeu praticamente as mesmas honrarias do cargo de vice-rei. Chegou em Veracruz em 3 de agosto de 1821, onde prestou o juramento cerimonial e recebeu as honras do cargo. De imediato ficou sabendo que quase toda a Nova Espanha (as exceções eram Veracruz, Cidade do México e Acapulco) apoiavam o general rebelde Agustín de Iturbide. 
As Cortes tinham concedido às possessõe espanholas ultramarinas uma certa autonomia política-administrativa que, contudo, não deixavam de pertencerem à Coroa Espanhola, conforme previa o Plano de Iguala. Quando em Veracruz, O'Donojú assinou uma proclamação ao povo da província, na qual manifestava seus princípios liberais aprendidos como maçom e nas lutas políticas na Europa. As lojas maçônicas saudaram a sua chegada ao México.
Enviou uma carta a Agustín de Iturbide pelo tenente-coronel Manuel Gual e o capitão Pedro Pablo Vélez, convidando-o para uma conferência.
O general Iturbide aceitou a oferta e indicou a cidade de Córdoba para a reunião. O'Donojú seguiu em um coche acompanhado do coronel Antonio López de Santa Anna, percorreu a estrada de Xalapa e chegou a cidade em 23 de agosto. Da entrevista humilhante com Iturbide, O'Donojú aceitou firmar os tratados que levam o nome da cidade. Foi aceito com algumas poucas mudanças o convencionado no Plano de Iguala, tendo sido estabelecida contudo a garantia de que ninguém da Casa de Bourbon aceitaria a Coroa da Nova Espanha, o que, na prática significava dizer que a mesma recairia ao próprio Agustín de Iturbide.
As autoridades espanholas no México não aceitaram os termos do Tratado de Córdoba, desconheceram a autoridade de O'Donojú e ocuparam militarmente a Cidade do México e Veracruz, a fortaleza de São Carlos de Perote, o altiplano de Veracruz e o castelo de São Diego em Acapulco. 
Cercados, os espanhóis se renderam, exceto os de Veracruz. O coronel Antonio López de Santa Anna, com a tropa sob suas ordens, atacou a brigada de Garíca Dávila que guarnecia o forte de São Juan de Ulúa no Porto de Veracruz. O general Francisco Novella se encontrou praticamente cercado na capital pelo exército das Três Garantias comandado pelos generais Vicente Guerrero e Nicolás Bravo. O'Donojú queria que fosse reconhecida pelos espanhóis a sua autoridade.

## A independência do México

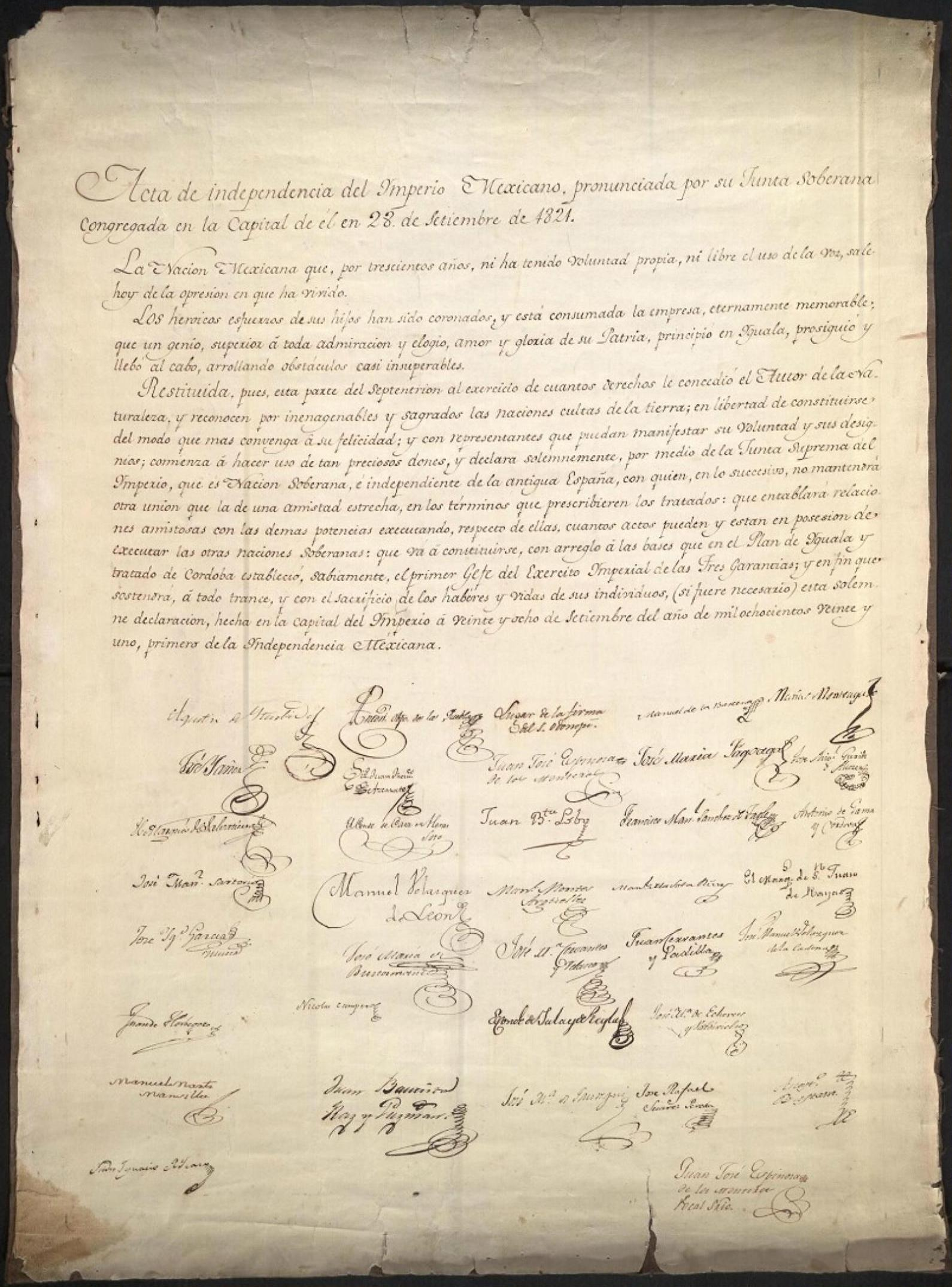
Ato de Independência do México

Em 13 de setembro foi realizada a reunião na fazenda de La Patera, nos arredores da Vila de Guadalupe, entre Iturbide, O'Donojú e Novella; ali foi acordado de imediato a suspensão das hostilidades. Em 15 de setembro Novella reconheceu O'Donojú como o governador do México, que ordenou que as tropas espanholas deixassem a capital do país, como forma de usar sua influência e evitar o derramamento de sangue de seus compatriotas. 
Com as tropas reais tendo partindo rumo à Veracruz, o brigadeiro Don José Joaquín de Herrera entrou no Castelo de Chapultepec com uma coluna de granadeiros e no dia seguinte o general Vicente Filisola, com 4.000 homens, entrou na Cidade do México. Formou-se uma coluna na frente da qual seguia Agustín de Iturbide. Era 27 de setembro de 1821.
O Exército Trigarante ou das Três Garantias, formava com 7.616 homens da infantaria, 7.755 cavalarianos e 763 artilheiros com 68 canhões. No dia seguinte se instalou a Junta Provisória Governante, composta por 34 pessoas e que, depois de decretar o Ato de Independência do Império Mexicano, nomeou uma regência composta de Agustín de Iturbide como presidente, Juan O'Donojú como primeiro regente e Manuel de la Bárcena, José Isidro Yáñez e Manuel Velázquez de León como 2°, 3° e 4° regentes respectivamente, consumando a Independência do México.

## Morte
Juan O'Donojú, que tinha 59 anos de idade, adoeceu dos pulmões e morreu em 8 de outubro de 1821, sendo enterrado com honras de Vice-Rei, no Altar dos Reis da Catedral da Cidade do México.